# ウィリアムソン合成
ウィリアムソン合成（ウィリアムソンごうせい、Williamson synthesis）は有機化学においてエーテルを合成する方法のひとつで、アレキサンダー・ウィリアムソンによって19世紀中期に発見された。ウィリアムソンはハロゲン化アルキル (R-X) にナトリウムアルコキシド (R'-ONa) を反応させるとエーテル (R-O-R') が生成することを見出した。アルコールの脱水によりエーテルを生成すると対称エーテルとなるのに比べ、非対称エーテルを合成するために有用な反応である。
現在では、求核剤によるSN2反応でエーテルを生成する反応全般をウィリアムソン合成と呼ぶことが多い。その意味では、金属アルコラートを硫酸エステルでアルキル化してエーテルを生成する反応や、三級アミンの存在下においてアルコールをヨウ化メチルなどでメチル化する反応などもウィリアムソン合成に含まれる。
求核攻撃を受ける部位の立体障害などの要因でSN2反応が進行しにくい場合は、副反応としてE2反応によるオレフィン生成が優先してしまうため、2級、3級のアルコールないしは2級、3級のハロゲン化アルキルを基質とする場合は、概して収率は低下する。その場合は、アルケンに対するアルコールの付加反応が代換のエーテル合成法となる。
また、塩化トリチル（トリフェニルメチルクロリド、(C6H5)3C-Cl）など SN2反応が進行しにくく、かつα位に脱離できる基が無いなどでE2反応も進行し難い基質にアルコキシドまたはアルコールが反応する場合は、カルボカチオン中間体を経由するSN1反応機構でもエーテル化が進行する。